# 1056 (szám)
Az 1056 (római számmal: MLVI) az 1055 és 1057 között található természetes szám.

## A szám a matematikában
A tízes számrendszerbeli 1056-os a kettes számrendszerben 10000100000, a nyolcas számrendszerben 2040, a tizenhatos számrendszerben 420 alakban írható fel.
Az 1056 páros szám, összetett szám. Kanonikus alakja 25 · 31 · 111, normálalakban az 1,056 · 103 szorzattal írható fel. Huszonnégy osztója van a természetes számok halmazán, ezek növekvő sorrendben: 1, 2, 3, 4, 6, 8, 11, 12, 16, 22, 24, 32, 33, 44, 48, 66, 88, 96, 132, 176, 264, 352, 528 és 1056.
Téglalapszám (32 · 33).
Az 1056 a címkézetlen, 14 csúcsú hernyógráfok száma.
Az 1056 egyetlen szám valódiosztó-összegeként áll elő, ez az 504.

## Csillagászat
- 1056 Azalea kisbolygó